# Farrah Fawcett im roten Badeanzug
Das Foto, das Farrah Fawcett im roten Badeanzug zeigt, wurde 1976 vom Fotografen Bruce McBroom aufgenommen. Es entstand im Auftrag des Unternehmens Pro Arts, das es noch im selben Jahr als Pin-up-Poster herausbrachte. Das Bild wurde zu einem großen Erfolg und gilt mit mehr als zwölf Millionen verkauften Exemplaren als das bisher meistverkaufte Poster. Es wird als eine moderne Ikone und ein Symbol der späten 1970er angesehen.

## Beschreibung
Auf dem Foto sieht man die US-amerikanische Schauspielerin Farrah Fawcett, die einen Badeanzug trägt. Dessen Farbe wird meist als rot beschrieben, seltener als rötlich-orange. Fawcett sitzt so, dass ihr Körper nach rechts zeigt, wobei er leicht zum Betrachter gedreht ist. Ihr linkes Bein hat sie angewinkelt, wobei nur ihr Oberschenkel und der obere Teil des Unterschenkels zu sehen sind. Ihr rechtes Bein ist ausgestreckt, es sind aber nur Teile des Oberschenkels zu sehen. Ihren linken Arm hat sie angewinkelt. Der Oberarm liegt auf ihrem linken Knie, mit der Hand greift sie sich ins Haar. Der rechte Arm ist leicht nach hinten gestreckt, der untere Teil des Unterarms ist nicht zu sehen. Ihren Kopf hat sie leicht in den Nacken gelegt und dem Betrachter zugewandt. Sie hat ein breites Lächeln aufgesetzt, das beide Reihen sehr weißer Zähne zeigt. Ihre Augen blicken auf den Betrachter. Ihr Haar ist lockig und dunkler als ihre natürliche, blonde Haarfarbe. Der Badeanzug zeigt ein deutliches Dekolleté und unter dem Stoff sind beide Brustwarzen zu erkennen. Im Hintergrund des Fotos ist eine gestreifte Decke zu sehen.

## Entstehung und Veröffentlichung
Das Foto entstand im Sommer des Jahres 1976 als Auftragsarbeit für das Poster-Unternehmen Pro Arts. Laut Ted Trikilis, der das Unternehmen zusammen mit seinem Bruder und seinem Onkel führte, wurde er im April 1976 von einem Freund auf die damals noch recht unbekannte Farrah Fawcett aufmerksam gemacht. Dessen Kommilitonen würden die Schauspielerin, die damals Werbung für Haarwaschmittel machte, für die schönste Frau im US-Fernsehen halten, müssten sich aber in Ermangelung von Postern von ihr Shampoo-Werbung aus Zeitungen ausschneiden und an die Wand hängen. Pro Arts schloss einen Vertrag mit Fawcett, die sich darin die Kontrolle über die Auswahl der Fotos zusichern ließ. Nachdem sie mit der Arbeit von zwei Fotografen unzufrieden gewesen war, schlug sie Bruce McBroom als Fotografen vor, mit dem sie bereits früher zusammengearbeitet hatte. Das Foto entstand auf dem Anwesen in Los Angeles, das Fawcett zusammen mit ihrem Partner Lee Majors bewohnte. Der Badeanzug, eine Kreation der Designerin Norma Kamali, gehörte Fawcett, die auch ihr Styling selbst übernahm. Die Decke im Hintergrund des Fotos gehörte McBroom, der damit sonst die Sitze seines Wagens abdeckte. Aus den Fotos, die McBroom an diesem Tag machte, wählte Fawcett zwei Favoriten aus, darunter auch das später als Poster veröffentlichte Bild.
Das Poster wurde ein großer Verkaufserfolg. Bereits im ersten Jahr wurden sechs Millionen Stück verkauft. Mit insgesamt mehr als zwölf Millionen verkauften Exemplaren gilt es als das bisher meistverkaufte Poster.

## Analyse
2003 veröffentlichte der Kommunikationswissenschaftler Chadwick Roberts einen Aufsatz, in dem er sich unter anderem mit dem Foto Fawcetts im Badeanzug und seiner Bedeutung in Hinblick auf gesellschaftliche Entwicklungen in den Vereinigten Staaten auseinandersetzte. So sieht er es zum einen als ein Zeichen für eine Veränderung des weiblichen Schönheitsideals. Fawcetts üppiges Haar zeige eine Abkehr von dem androgynen Stil der späten 1960er und frühen 1970er Jahre. Auch im Vergleich zu den Pin-up-Fotos der 1940er Jahre sind deutliche Unterschiede zu erkennen. So hatten die Frauen damals meist üppige Brüste und Hüften, Fawcetts Hüften sind hingegen schmal und ihre Brüste eher klein. Während die Frauen auf den Pin-ups der 1940er Jahre meist Stupsnasen hatten, ist Fawcetts Nase dünn und markant. Insgesamt zeige Fawcett im Vergleich zu beispielsweise Mae West und Marilyn Monroe eine deutlich weniger sexualisierte Art der Sexiness und verkörpere Weiblichkeit, ohne zu einer Parodie darauf zu verkommen. Damit stelle sie eine neue Form des All-American Girls, also des Mädchens von nebenan, dar. Das Zeigen der Brustwarzen und des inneren Teils des Oberschenkels, das in den 1940ern noch vermieden wurde, deute auf eine Veränderung der moralischen Vorstellungen in den Vereinigten Staaten hin.
Auch durch die Entstehung der Fotografie unterscheide Fawcett sich deutlich von Marilyn Monroe. Sie zeige, dass Fawcett die Kontrolle über ihr eigenes Image behalten wollte, während das Aussehen und Image Monroes inklusive ihres Namens von Männern gemacht gewesen sei.

## Nachwirkung
Das Poster mit dem Foto Fawcetts ist in dem Film Saturday Night Fever aus dem Jahr 1977 zu sehen. Darin hängt es im Raum des von John Travolta gespielten Protagonisten Tony Manero neben einem Bild von Al Pacino. Auch der in den 1970er Jahren spielende Film Boogie Nights von 1997 zeigt das Poster.
2011 brachte der Spielwarenhersteller Mattel eine Barbie-Sammelpuppe heraus, die die Szene der Fotografie nachstellt. Im selben Jahr spendete die Familie Fawcetts mehrere Objekte aus dem Nachlass der 2009 verstorbenen Schauspielerin dem National Museum of American History der Smithsonian Institution. Darunter befand sich neben einem Exemplar des Posters und einem Puzzle, das das Foto zeigt, auch der Badeanzug, den Fawcett auf dem Foto getragen hatte. Die Stücke werden seitdem in der Abteilung für Kultur und die schönen Künste des Museums ausgestellt.
Das Poster war Gegenstand mehrerer Gerichtsverfahren. Pro Arts verklagte das kanadische Unternehmen Campus Craft Holdings, das ohne Erlaubnis über 90.000 Kopien des Posters in Kanada vertrieben hatte. 1980 verurteilte ein Gericht in Ontario Campus Craft Holdings zu einer Strafe von über 270.000 Dollar. Die dagegen eingelegte Berufung zog das Unternehmen nach Zahlung einer geringeren Strafe zurück. Mit einer Klage gegen Hustler scheiterte Pro Arts hingegen vor einem US-Gericht. In dem Männermagazin war eine Werbeanzeige abgedruckt worden, auf der im Hintergrund das Poster von Farrah Fawcett zu sehen war. Das Gericht bewertete die Verwendung als Fair Use, da die Gesamtgröße sowie der Anteil des Posters an der Werbeanzeige nur gering war und Pro Arts durch die Verwendung kein Schaden entstanden sei.